# Tsuuzetsu
Tsuuzetsu (痛絶 , Den slutgiltiga smärtan?) är det japanska rockbandet MUCCs första fullängsalbum, släppt i Japan den 7 januari 2001. Albumet var begränsat till 5 000 exemplar och i mitten av juli samma år släpptes en remixad och delvis nyinspelad andrautgåva som kallades Tsuuzetsu ~inshouchigai~ (痛絶～印象違～), också den trycktes endast i 5 000 enheter. Den 10 juli nästa år gavs en tredje upplaga av albumet ut av bandets nya skivbolag Danger Crue Entertainment – de två tidigare finansierades av Misshitsu neurose. Låtarna på tredjeupplagan är samma remixversioner som släpptes på Tsuuzetsu ~inshouchigai~.

## Låtlista
1. "Itai tegami" (イタイ手紙, Smärtsamma brev)
2. "Shoufu" (娼婦, Luder) – släppt på singel, se Shoufu/Hai
3. "Chintsuuzai" (鎮痛剤, Smärtstillande)
4. "Hai" (廃, Kvarlevor) – släppt på singel, se Shoufu/Hai
5. "Suna no Shiro" (砂の城, Sandslott)
6. "Yoru" (夜, Natt)
7. "Haitoku no Hito" (背徳の人, Korrupt person)
8. "Moumoku dearu ga Yue no Sogaikan" (盲目であるが故の疎外感, Känsla av utanförskap orsakad av blindhet)
9. "Danzetsu" (断絶, Utplåning)

Albumet innehåller dessutom ett dolt spår, "Kyoujin" (狂人, Galning), som har spårnummer 84 på skivan.

### Andra och tredje upplagan
1. "Moumoku dearu ga Yue no Sogaikan" (盲目であるが故の疎外感)
2. "Hai" (廃)
3. "Itai tegami" (イタイ手紙)
4. "Chintsuuzai" (鎮痛剤)
5. "Yoru" (夜)
6. "Suna no Shiro" (砂の城)
7. "Haitoku no Hito" (背徳の人)
8. "Shoufu" (娼婦)
9. "Danzetsu" (断絶)

Tredjeupplagan innehåller också ett dolt spår, "Kurutta kajitsu (warau)" (狂った果実(笑)), spårnummer 69.